# Obstáculos técnicos al comercio

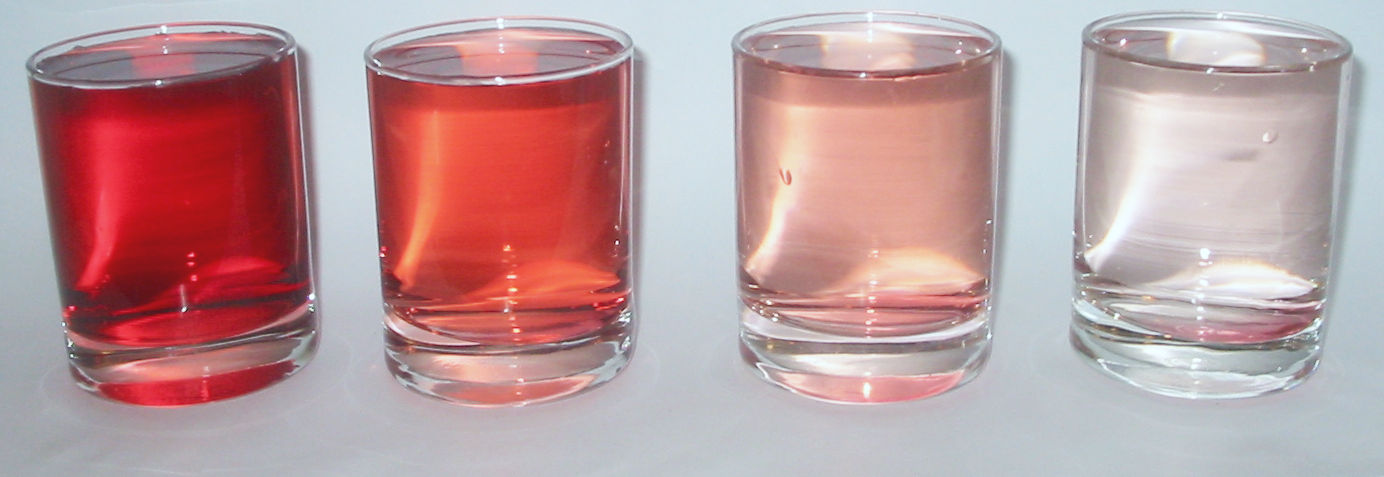
Distintos siropes de granadina a distintas disoluciones. Hasta 2010 Suiza obligaba a que los siropes tuvieran un contenido mínimo de 30% del zumo de fruta para ser vendidos como sirope. En 2010 lo redujeron hasta el 10% para que la Unión Europea pudiera exportar sirope al país helvético. Sería un caso de obstáculo técnico al comercio.

Los obstáculos técnicos al comercio (OTC) (en inglés Technical barriers to trade [TBT], también referidas como barreras) es una categoría de barreras al comercio distintas a las tarifarias, que aúnan una amplia variedad de regulaciones entre mercados, para proteger sus consumidores, proteger sus recursos naturales (entre otros objetivos), pero también pueden ser utilizados (o percibidos por otros países) como una discriminación contra las importaciones para proteger la industria doméstica.

## Concepto
Una clasificación realizada en 2012 por la MAST (Multi-Agency Support Team) registró 16 clases de medidas no tarifarias contra el comercio. En la clasificación de las medidas no tarifarias, define las BTC como "las medidas referidas a regulaciones técnicas, y procedimientos para asegurar la conformidad con regulaciones técnicas y estándar, excluyendo medidas cubiertas por el Acuerdo SPS". Aquí las barreras técnicas para el comercio se refieren a medidas tales como requerimientos en etiquetado, especificaciones técnicas o estandarizado en calidad u otras medidas para proteger el medio. Además, también se incluyen todas las medidas de no conformidad relativas a requerimientos técnicos, tales como certificación, pruebas o inspección. Otros ejemplos de barreras técnicas se refieren al peso, empaquetado y tamaño, ingredientes o estándares de identificación, restricciones de almacenamiento o pruebas de importación y certificado de procedimientos.
El Acuerdo sobre las Barreras Técnicas del Comercio de la OMC da reglas para tratar de disminuir esas barreras. Sin embargo, expertos en comercios ven que los OTC tienen un gran potencial para ser usados por países importadores al convertirse en barreras (disfrazados o poco claros) para el comercio.
La OCDE ha estado trabajando para llegar a una estandarización común con la plantilla ISTR permitiendo llegar a una implementación de estándares comunes en el acuerdo de la Organización Mundial de Comercio.

## Unión Europea
Existe un Reglamento de Obstáculos del Comercio en la Unión Europea que permite denunciar aquellas medidas que obstaculicen el comercio con mercados exteriores. Esto permite que empresas o asociaciones de productores puedan denunciar alguna barrera que le impida exportar en otros países. Es posible que en el mercado interior comunitario algún país instituya alguna legislación para proteger el mercado interno, es en este caso cuando la Unión Europea ha establecido normas europeas de normalización que evitarían este desajuste.

## Suiza
Con el objetivo de eliminar o, como mínimo, reducir tales obstáculos, Suiza adoptó por primera vez la ley sobre obstáculos técnicos al comercio en 1995. También ha celebrado toda una serie de acuerdos de reconocimiento mutuo (ARM) con estados extranjeros.
Esta ley fue posteriormente revisada para permitir la aplicación del estado de derecho europeo conocido como el “Principio del casis de Dijon” en el comercio entre Suiza y la Unión Europea. La revisión entró en vigor el 1 de julio de 2010. Sin embargo un año después, los recortes de precios esperados no se han producido, a pesar de la caída del precio del euro, y la alineación con la normativa europea tiene efectos negativos sobre la calidad del producto.